# Landhaus Mahr

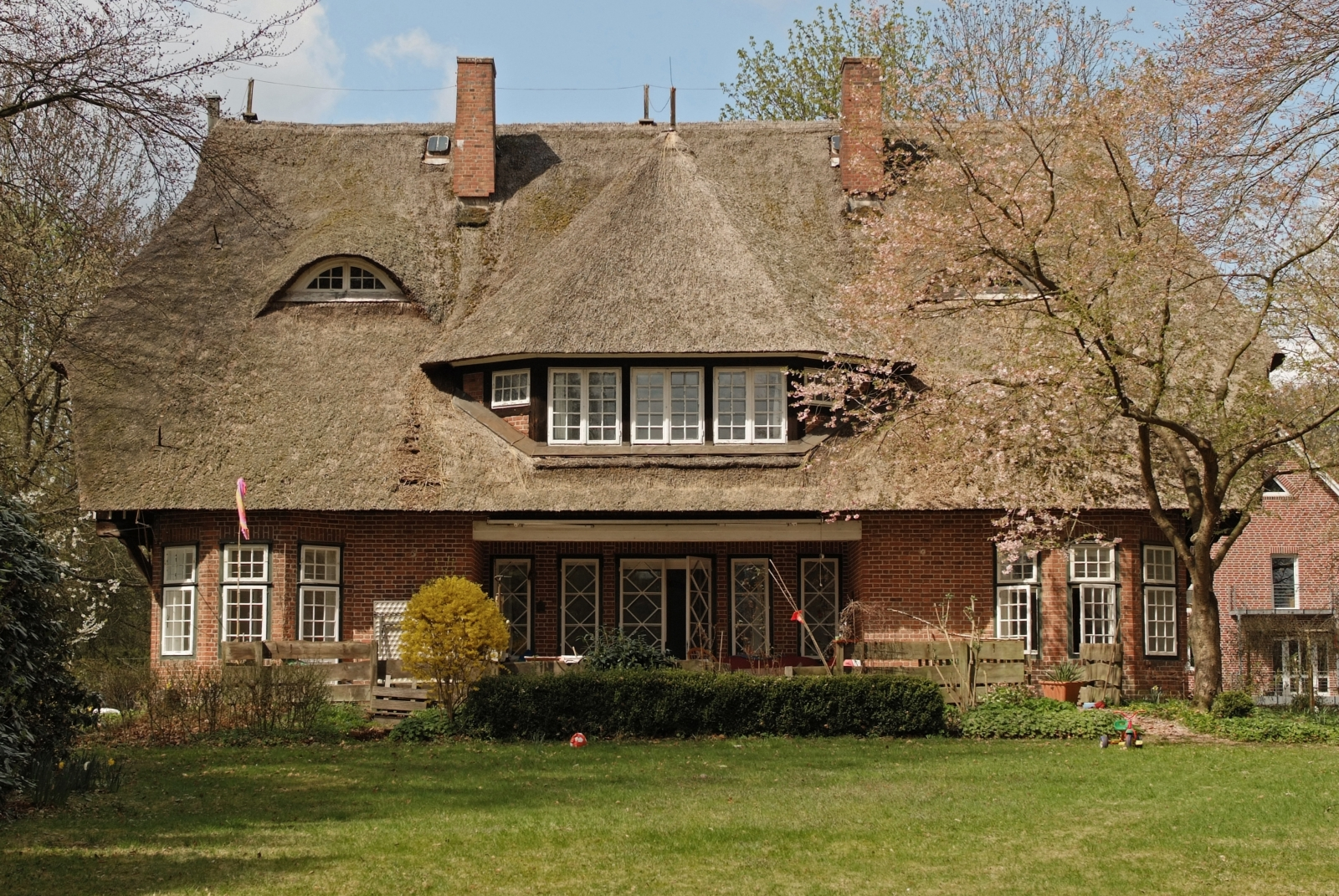
Landhaus Mahr, Südostseite (2011). Gartenterrasse und Reetdach mit Großgaube und Fledermausgauben

Das Landhaus Mahr (auch Haus Hohenbergstedt oder Kinderheim Hohenbergstedt genannt) ist ein reetgedecktes Klinkerhaus am Hohenbergstedt 21 (vorher: Am Beerbusch 31) im Hamburger Stadtteil Bergstedt. Es wurde 1911/1912 nach Entwürfen der Architekten Hermann Distel und August Grubitz gebaut und steht seit 1989 unter Denkmalschutz. Von 1982 bis 2011 wurde es von einer Wohngemeinschaft, dem Wohnmodell Kritenbarg e. V., bewohnt. Seit 2011 steht das Gebäude leer.

## Architektur

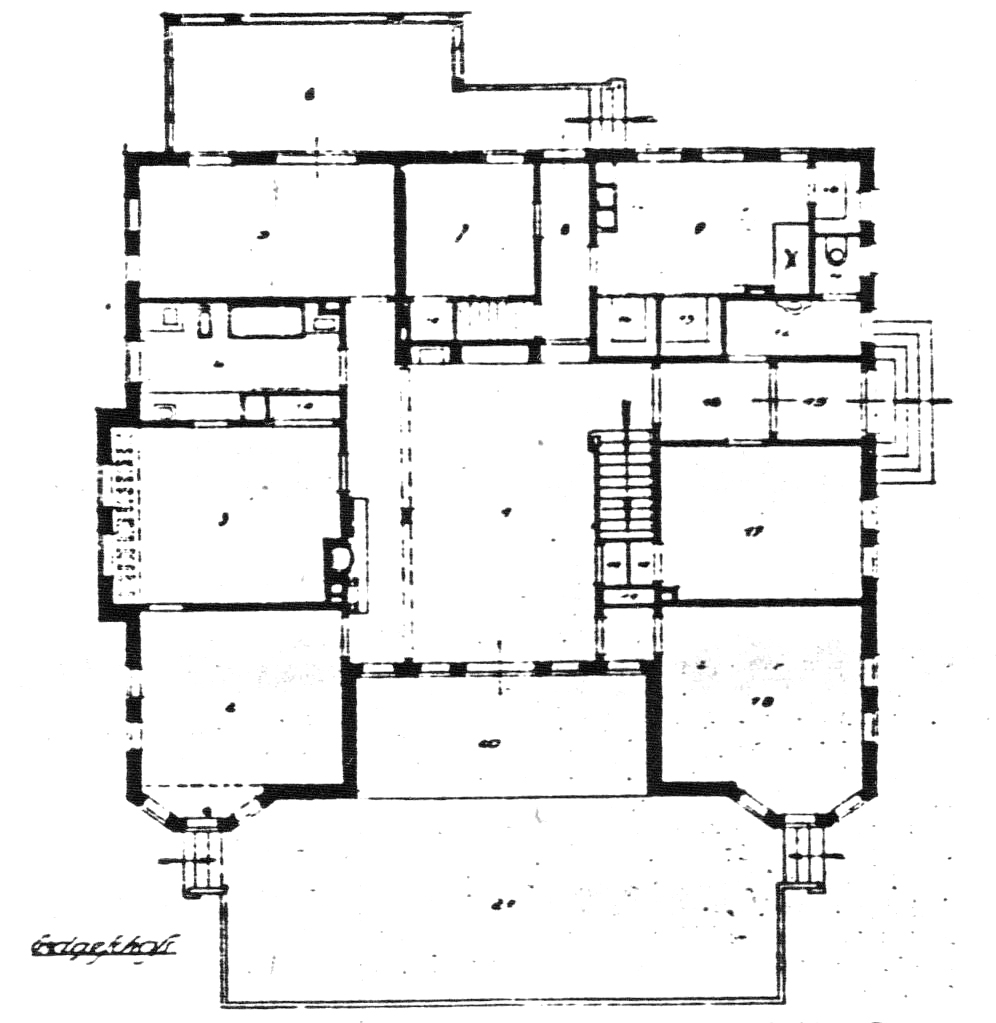
Ursprünglicher Grundriss (Erdgeschoss) mit Veranda an der Nordwestseite und noch ohne rückseitigen Treppenaufgang

Ursprüngliche Park- und Gartenplanung im August 1911

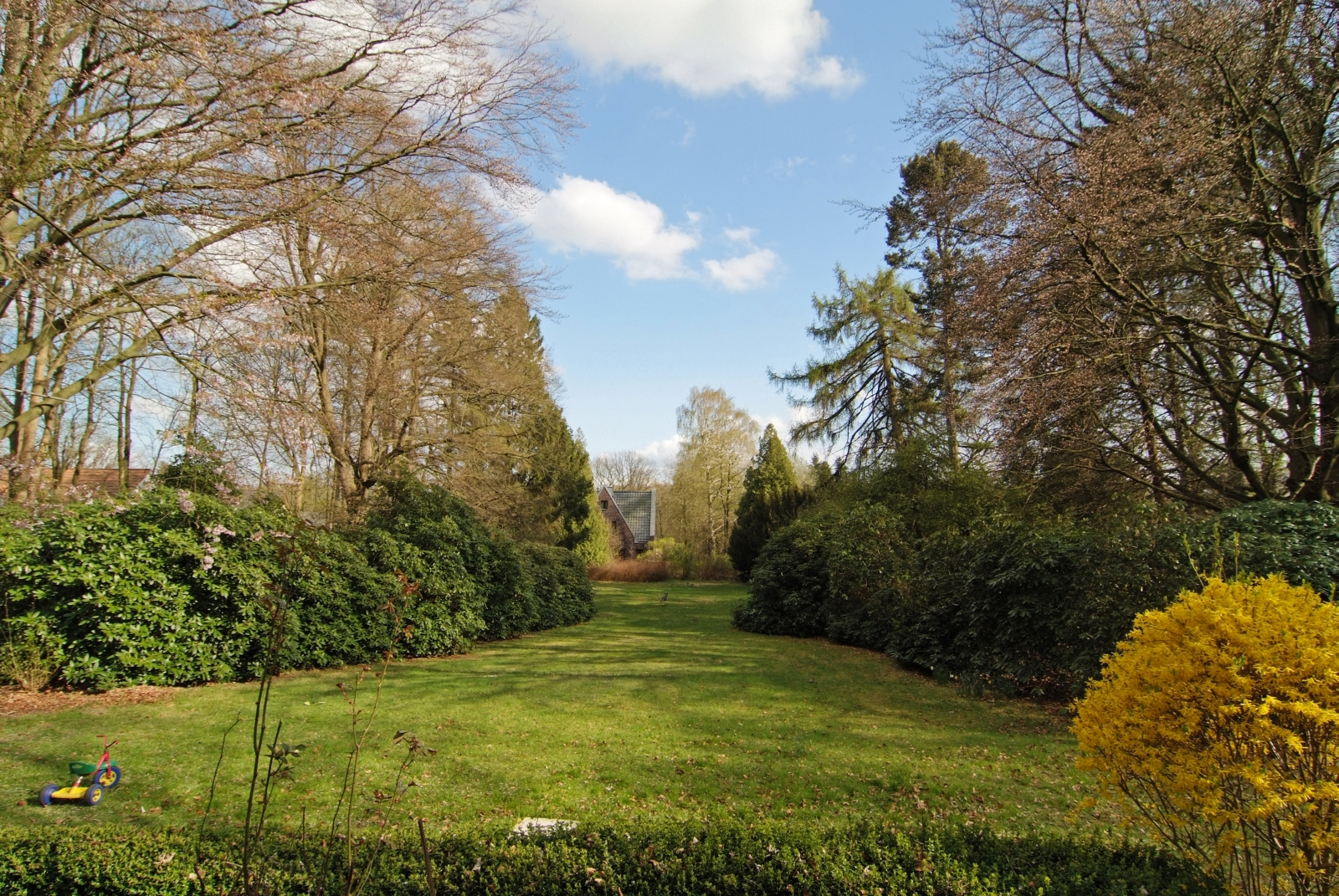
Aussicht von der Terrasse auf den verbliebenen Teil der Parkanlage (April 2011)

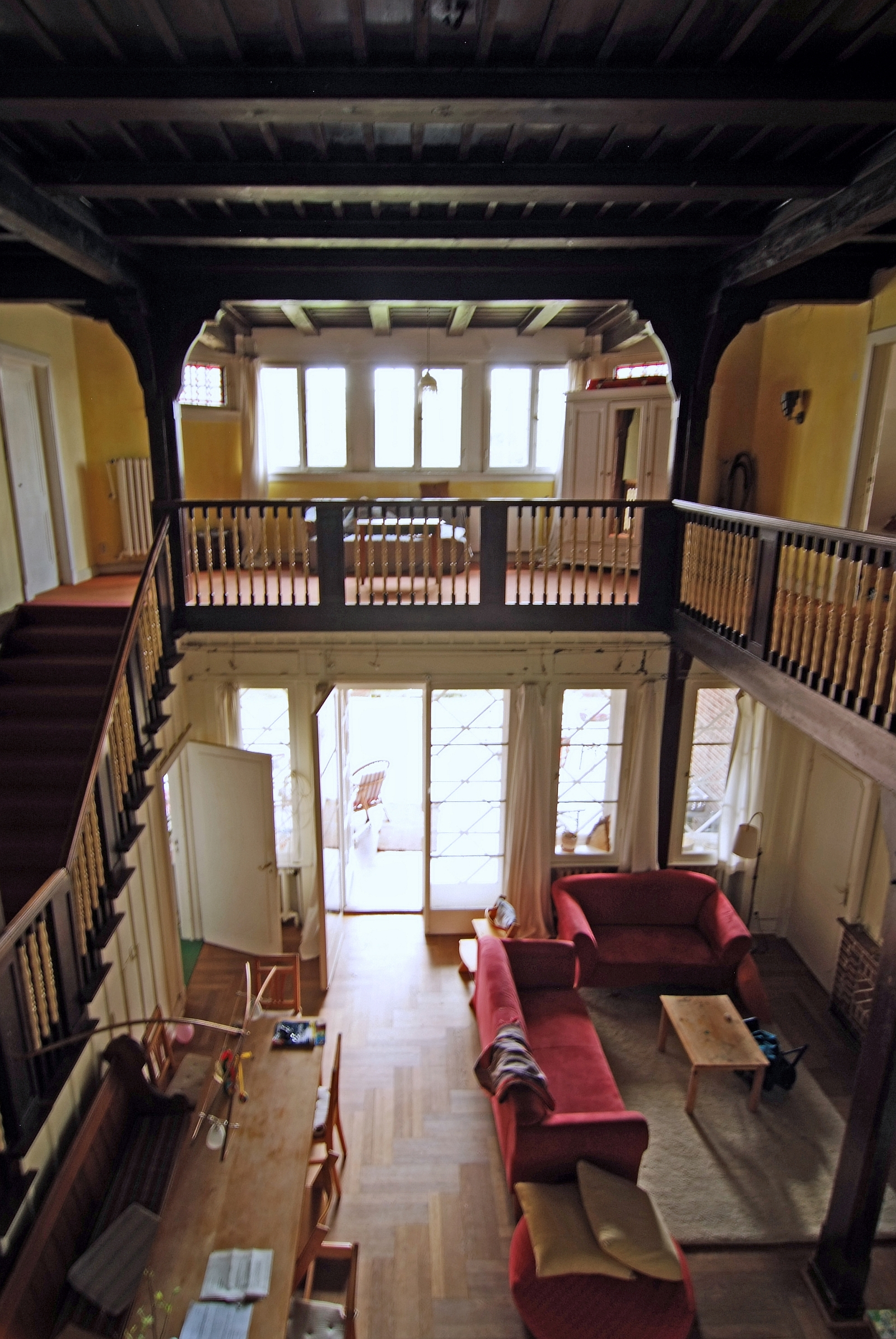
Halle mit großer Treppe zur umlaufenden Empore und Großgaube über der Terrasse nach Südosten

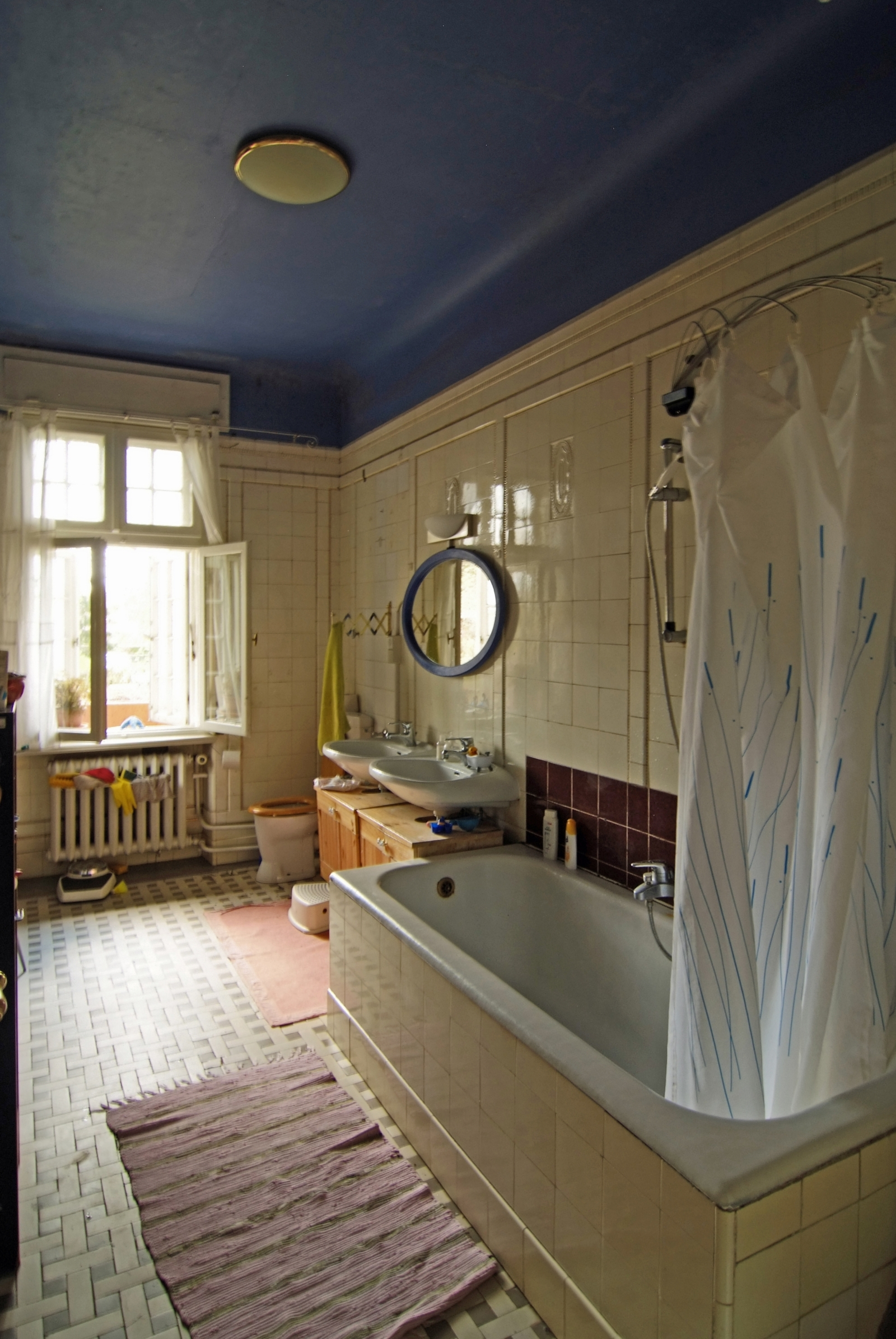
Einziges Bad des Hauses, zeitweise von 24 Menschen genutzt

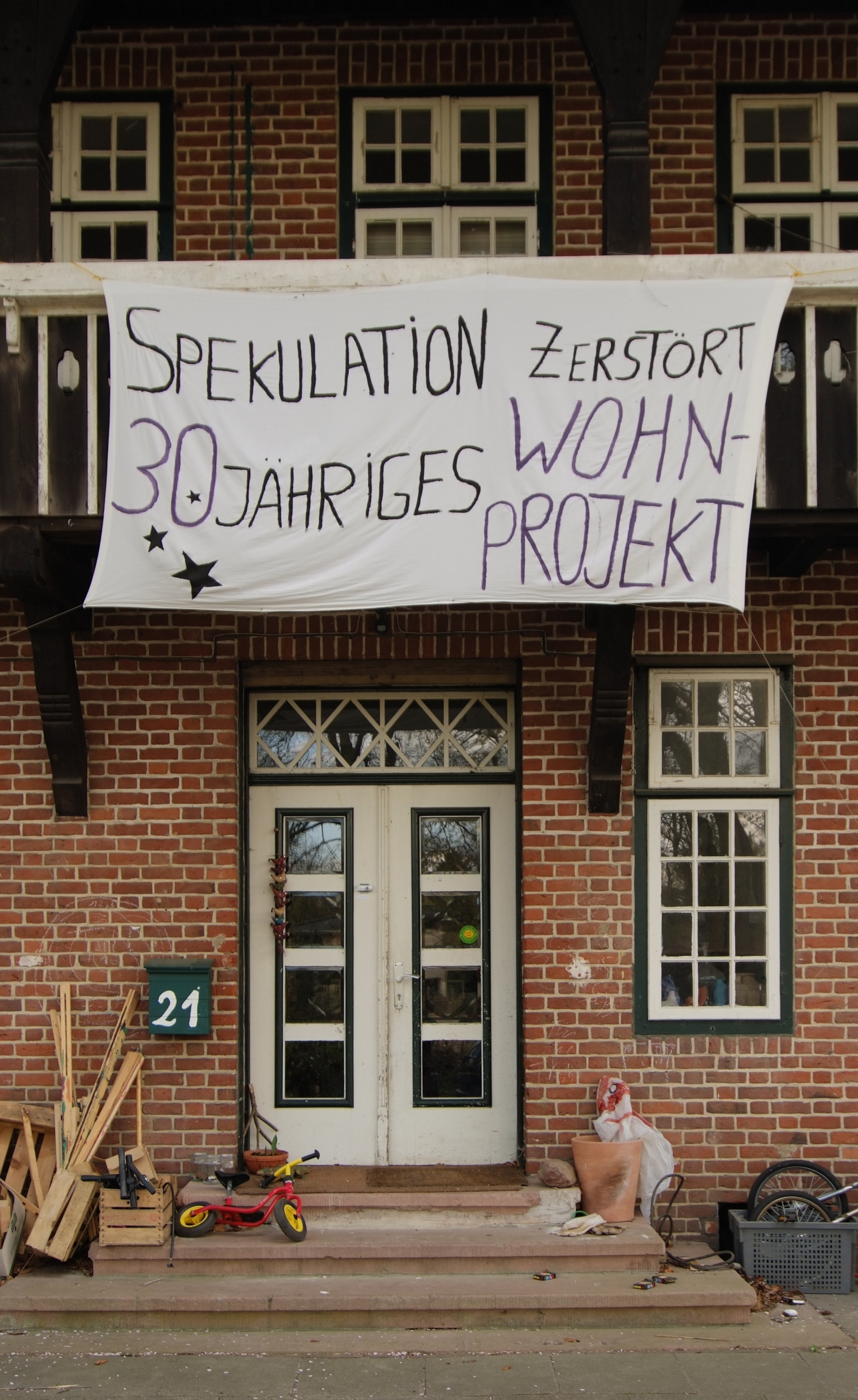
Haupteingang mit Protestbanner der WG-Bewohner gegen die Kündigung ihres Mietvertrages

Das Klinkerhaus ist mit Holzsprossenfenstern ausgestattet und einem reetgedeckten Halbwalmdach mit Fledermausgauben sowie Großgauben an den langen Dachseiten. In den Giebelspitzen befinden sich verglaste Uhlenlöcher. Über dem Haupteingang nach Nordosten und an der Rückseite nach Südwesten sind Holzbalkone angebracht. Eine vorgelagerte Terrasse ist nach Südosten mit Blick auf eine ursprünglich symmetrisch angelegte Parkanlage ausgerichtet.
Das Mauerwerk mit Luftschicht hat eine Stärke von 36,5 cm und ist außen mit rötlichem Verblendmauerstein verklinkert.
Die Innenfläche des Hauses beträgt 575 m² zuzüglich Vollkeller. Auf 265 m² im Erdgeschoss gruppieren sich vier Wohnräume und ein Bad um eine Halle mit großer Treppe und umlaufender Empore. Nur geringe Teile der ursprünglichen Bodenbeläge in Fischgrät-Parkett aus Eiche sind erhalten geblieben. Bei Dreharbeiten 1972/1973 für die ARD-Serie Der Fall von nebenan wurde die Halle unter Wasser gesetzt und der Parkettboden anschließend ausgetauscht. Im nordwestlichen Teil des Erdgeschosses befinden sich an einem Seitenausgang die Küche, eine Nebentreppe zur Empore sowie drei weitere Zimmer. Zwei dieser Zimmer liegen in einem später hinzugekommenen, nach einem Brand in den 1960er Jahren wieder verkürzten Anbau an der Stelle der früheren Veranda nach Nordwesten.
Auf 183 m² um die Empore im Obergeschoss gruppieren sich 7½ weitere Wohnräume und ein WC. Bis zu einem Ausbau des Dachbodens 1976 gab es einen Lichtschacht in der Decke über der Halle.
Das heute aus Brandschutzgründen lediglich als Nutzfläche ausgewiesene Dachgeschoss hat eine Größe von 127 m² mit fünf Räumen und einem WC sowie Abstell- und Bodenkammern. Der Dachstuhl wurde in den 1960er Jahren erneuert.
Abgesehen von einer teilerneuerten Betondecke im Keller bestehen die Decken aus Holzbalken mit Strohputz. Teilweise wurden nachträglich asbesthaltige Brandschutzschichten an Decken und Böden angebracht.
In seiner Vorstellung des Landhauses für H. T. Mahr vergleicht Paul Bröcker es mit dem in dieser Gegend heimischen, niedersächsischen Bauernhaus.
1913 wurde der Landsitz in der Architektur-Zeitschrift Deutsche Bauhütte vorgestellt und als „vortreffliches Beispiel der Uebertragung alter heimischer Bauweise auf neue Aufgaben“ bezeichnet.
Eine WG-Bewohnerin beantragte 1986, das Haus unter Denkmalschutz zu stellen. Das Denkmalschutzamt anerkannte die Schutzwürdigkeit und hob „die Elemente der Architektur des Heimatstils und bedeutende Teile der Innenausstattung“ hervor. Am 18. Oktober 1989 wurde das Haus unter der Nummer 911 in die Denkmalliste der Stadt Hamburg aufgenommen.
Im Mai 1998 genehmigte das Denkmalschutzamt den Wiedereinbau zweier Sprossenfenster an der Südwestseite des Hauses und den Einbau einer im Stil der Fenster gehaltenen Terrassentür in den Anbau.

## Geschichte
Das Haus wurde 1911/1912 als Sommersitz „Hohenbergstedt“ für den Bauunternehmer H. T. Mahr nach Plänen der Architekten Distel und Grubitz gebaut. Die Baukosten betrugen 80.000 Mark zuzüglich Kosten für Remisen und Stallungen. Zum Haus gehörte ein rund zwei Hektar großer Park, der symmetrisch auf das Hauptgebäude ausgerichtet war. Er ist heute nur noch in Teilen erhalten.
Nach dem Ersten Weltkrieg wurde der Besitz an den Kaufmann S. G. Schmidt verkauft, der es 1920 an den Kaufmann H. Hügemann weiterverkaufte. Dieser ließ 1922 an der Westseite einen Speisesaal anbauen. 1932 gingen Haus und Grundstück bei einer Zwangsversteigerung an die Hamburger Sparkasse. Während der Zeit des Nationalsozialismus diente das Haus zunächst als Altersheim, später als „Frauenschaftshaus“ des BDM. Nach dem Zweiten Weltkrieg nutzte die Vereinigung der städtischen Kinder- und Jugendheime das Gelände. Die zugehörigen Wirtschaftsgebäude und etwa die Hälfte des Anwesens wurden verkauft. Das Landhaus ging mit rund 10.000 m² Gelände an die Stadt Hamburg. Als Teil des Johannes-Petersen-Heimes wurde es als Kinderheim vom Hamburger Amt für Jugend weiter bewirtschaftet und 1982 schließlich aufgegeben.
Ab 1982 wurde das Haus Am Beerbusch 31 von einer Wohngemeinschaft bewohnt. Sie ging aus Hamburgs größter Wohngemeinschaft hervor, die in einem in den 1970er Jahren gegründeten Verein – dem „Wohnmodell Kritenbarg e. V.“ – organisiert war. 24 Erwachsene und 22 Kinder hatten bis dahin in alten Villen auf dem Gelände des heutigen Alstertal-Einkaufszentrums (AEZ) am Kritenbarg in Poppenbüttel gelebt und mussten ihre Häuser wegen einer Erweiterung des Einkaufszentrums räumen. Ein Großteil der Gruppe zog in das ehemalige Kinderheim Hohenbergstedt im nahegelegenen Stadtteil Bergstedt, das dem Wohnverein als Ersatzwohnraum unter der Verwaltung der SAGA zur Verfügung gestellt wurde. Die ursprüngliche Kritenbarg-Gruppe zog im Winter 1984/1985 wieder aus und überließ den Verein und den Mietvertrag einer neuen, zeitweise 24-köpfigen Wohngemeinschaft mit Verbindungen zur (sich damals in Vorbereitung befindenden) Kommune Niederkaufungen.
Ab 1992, als der erste auf zehn Jahre angelegte „Instandsetzungsmietvertrag“ mit der Stadt auslief, versuchte der Wohnverein das Haus zu kaufen. Nach einem Gutachten, demzufolge der Besitz 800.000 DM wert sei, stimmte die Finanzbehörde unter Ortwin Runde einem Verkauf des Hauses samt angrenzenden Grundstücks mit 3.244 Quadratmetern auf Erbpachtbasis für 75 Jahre zu einem Preis von 877.000 DM zu. Die Verträge lagen unterschriftsreif vor, jedoch verlangte die CDU-Fraktion des damaligen Ortsausschusses Walddörfer die sofortige Einstellung der Verhandlungen. Der Besitz sei um einige hunderttausend Mark mehr wert. Die Stadt stoppte den Verkauf, der Mietvertrag wurde unter neuen Konditionen (ohne Instandhaltungspflicht der Mieter) verlängert.
Ende 2003 genehmigte der Hamburger Senat die Bebauung der Flurstücke um Hohenbergstedt zwischen der Straße Am Beerbusch und der Alster mit elf Doppel- und zehn Einfamilienhäusern. Für die Großbaustelle wurden über 100 Bäume, etwa die Hälfte des Bestandes, gefällt. Der frühere Zufahrtsweg von der Straße Am Beerbusch wurde vom Haus abgekoppelt und eine neue Zufahrt von der Straße Hohenbergstedt gelegt. Im Zuge der Baumaßnahmen änderte sich die Adresse des Hauses von Am Beerbusch 31 in Hohenbergstedt 21.
Haus und Grundstück mit dem Flurstück Nr. 1281 verkaufte die Stadt an die HSH Nordbank Gruppe, die 2005 wiederum neue Käufer suchte. Größere Teile des früheren Parks um das Haus wurden neu bebaut. Von dem rund zwei, nach Kriegsende einen Hektar großen Grundstück mit Obstwiese und Gemüseanbaufläche, Zufahrts- und Parkanlage blieben die Außenfläche direkt am Haus und die südöstliche Wiese mit Rhododendren erhalten. Das Haus und die umliegende Fläche von 3.244 m² wurden für 390.000 Euro zum Verkauf angeboten. Im Bergstedter Baustufenplan war dieses Grundstück weiterhin als „Fläche für besondere Zwecke, Kinderheim“ eingetragen. Ein neuer Versuch der WG, das Haus zu kaufen, scheiterte wieder. Der Besitz wurde schließlich von Berthold Brinkmann gekauft, Teilhaber einer Partnerschaftsgesellschaft aus Rechtsanwälten, Steuerberatern und Wirtschaftsprüfern, die unter anderem Unternehmen und Immobilien aus Insolvenzverfahren verkauft. Nach Ablauf der gesetzlichen Mieterschutzfristen kündigte er den Mietvertrag mit dem Wohnmodell Kritenbarg e. V. und damit der Wohngemeinschaft im Spätsommer 2010. Ab Juni 2011 stand das Haus leer und verfiel zunehmend.
Im Oktober 2015 gab der Verein „Wohnmodell Kritenbarg“ seine Auflösung bekannt.

## Zustand des Gebäudes
Der neue Eigentümer reichte 2011 einen Vorbescheidsantrag zur Umnutzung ein. Er wollte das Landhaus um 20 Wohneinheiten für betreutes Wohnen ergänzen. Diesen Antrag lehnte das Bezirksamt Wandsbek im Oktober 2011 ab, weil die Planungen zu viele Veränderungen am Gebäude beinhalteten. Die Grundstücksverwaltung legte Widerspruch gegen die Ablehnung des Bauvorhabens ein.
Laut Antwort des Hamburger Senats auf eine Kleine Anfrage bestand im April 2013 für das Haus keine akute Verfallsgefahr. Der Eigentümer sorge für eine regelmäßige Beheizung und Belüftung. Notwendige Dachreparaturen seien für die nahe Zukunft angekündigt worden. In einer Machbarkeitsstudie sollten verschiedene Varianten für die denkmalgerechte Weiternutzung erarbeitet werden.
Die Dachreparaturen wurden im Frühjahr 2013 durchgeführt. Darüber hinaus erfolgte eine behördlich geforderte Sicherung von Fenstern und Türen gegen unbefugtes Betreten. Am 9. Januar 2014 wurden bei einem Ortstermin Flecken im Erd- und Dachgeschoss durch eingedrungenes Wasser an Wänden und Fußböden sowie Schimmel, jedoch keine akut substanzgefährdenden Mängel festgestellt. Die baulichen Mängel ließen zu diesem Zeitpunkt allerdings keine Zwischenvermietung oder eine andere Maßnahme nach dem Hamburgischen Wohnraumschutzgesetz zu. Die Denkmalschutzbehörde wurde bei dieser Begehung über zurückliegende, aber behobene Probleme mit der Beheizung informiert.
Gegen die erste Ablehnung des Bauvorhabens im 17. Oktober 2011 erhob der Eigentümer Klage vor dem Verwaltungsgericht Hamburg. Das Verwaltungsgericht entschied noch nicht über diese Klage, weil die Option bestand, dass ein zweites Vorbescheidsverfahren seit Oktober 2013 positiv verlaufen könnte und das Klageverfahren erledigen würde.
In diesem zweiten Vorbescheidsantrag an das zuständige Bezirksamt hatte der Eigentümer den Umbau des denkmalgeschützten Gebäudes in vier Wohneinheiten und die Errichtung von sechs Reihenhäusern auf dem Grundstück beantragt. Das Bezirksamt lehnte auch diesen Antrag im Februar 2014 ab. Der Eigentümer erhob Widerspruch, über den noch nicht entschieden wurde, weil das Verwaltungsgericht am 2. Oktober 2014 sämtliche Bauakten einschließlich aller Widerspruchsvorgänge abforderte.
Am 23. Mai 2014 wurde der Eigentümer vom zuständigen Bezirksamt um Aufgabe eines weiteren Besichtigungstermins gebeten. Hierzu wurde der Eigentümer am 9. Januar 2015 vom zuständigen Bezirksamt erneut angeschrieben. Für eine Wohnnutzung wären zu diesem Zeitpunkt diverse bauliche Maßnahmen erforderlich gewesen wie zum Beispiel Sanitär-, Heizungs- und Elektroinstallation, Fußbodenreparatur und Malerarbeiten.
Im Herbst 2017 sammelten Bürger über 1.200 Unterschriften von Einwohnern des Stadtteils zur Vorlage beim Kultursenator der Stadt und forderten Maßnahmen gegen den weiteren Verfall des Gebäudes. Zu diesem Zeitpunkt war die Heizung ausgefallen, Dach und Wände beschädigt, Wasser ins Haus eingedrungen, Schimmel und Schwamm hatte sich ausgebreitet. Der Denkmalverein Hamburg äußerte die Befürchtung, „dass der Verfall bewusst herbeigeführt wurde, damit eine Sanierung bald nicht mehr wirtschaftlich zumutbar ist und der Spekulation mit dem Grundstück dann nichts mehr im Wege steht“. Im Dezember 2017 wurde auf Anordnung des Denkmalschutzamts das Reetdach abgetragen und der Dachstuhl mit einer Plane geschützt. Anschließend war eine Trocknung und Schimmelbekämpfung an den Bauteilen geplant, um den Verfall des Hauses aufzuhalten.
Im Oktober 2020 erteilte die Stadt eine Genehmigung für die Sanierung und den Umbau des Hauses zu drei Wohneinheiten sowie für den Neubau von zwei Doppelhäusern auf dem Grundstück. Bauvorbereitende Maßnahmen sollen im März 2022 begonnen haben.

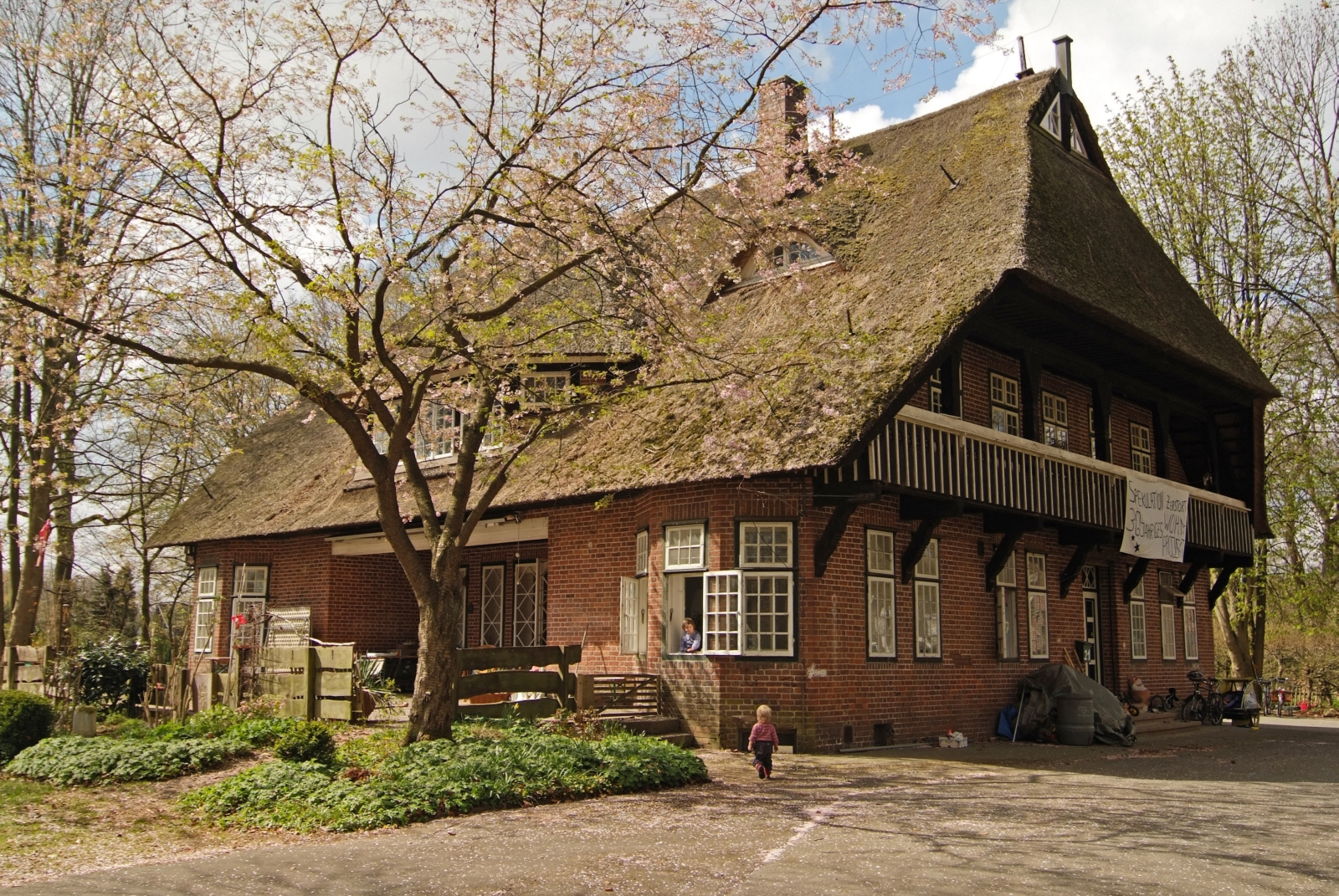
Von Osten (Einfahrt): Terrasse und Haupteingang
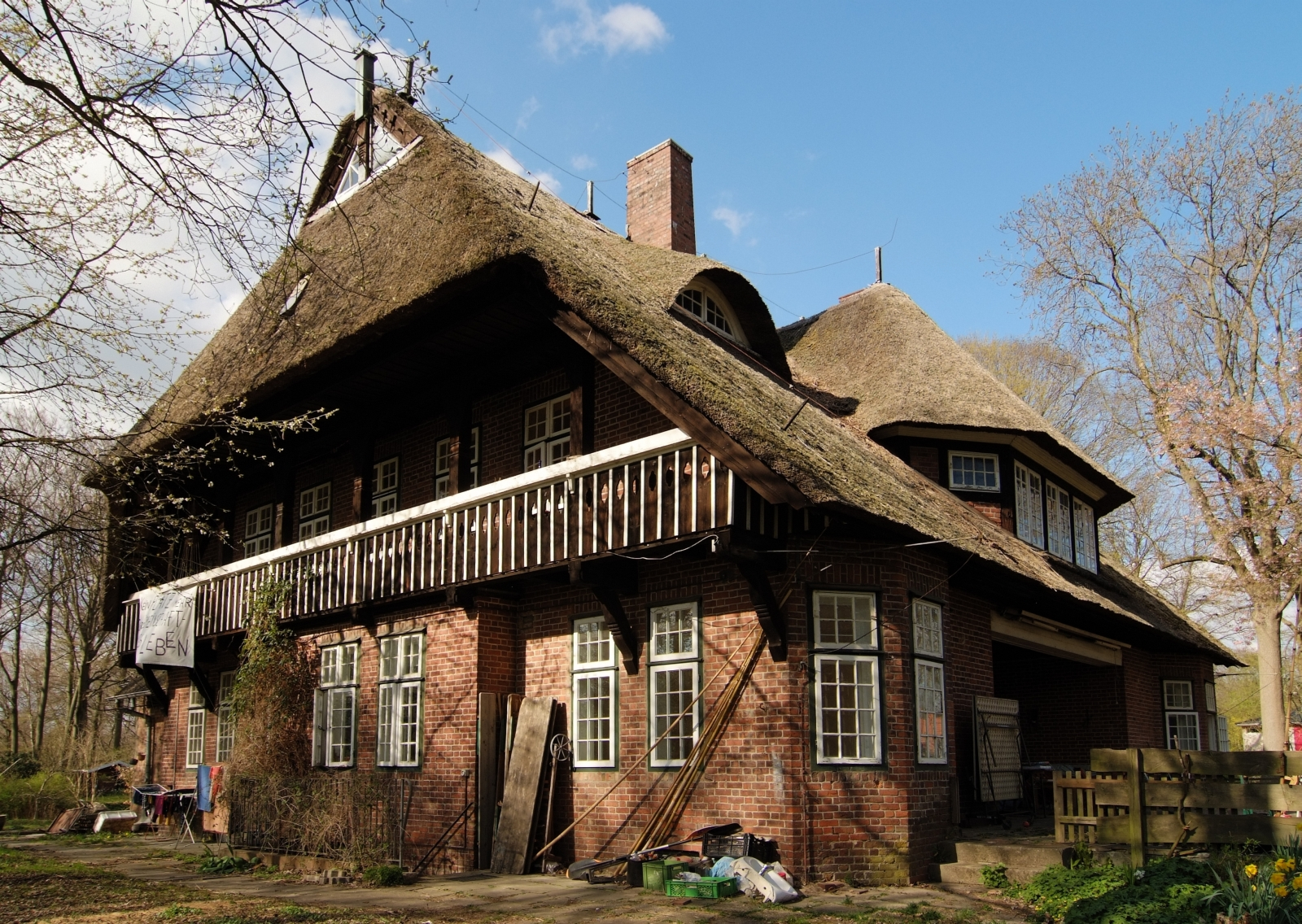
Von Süden
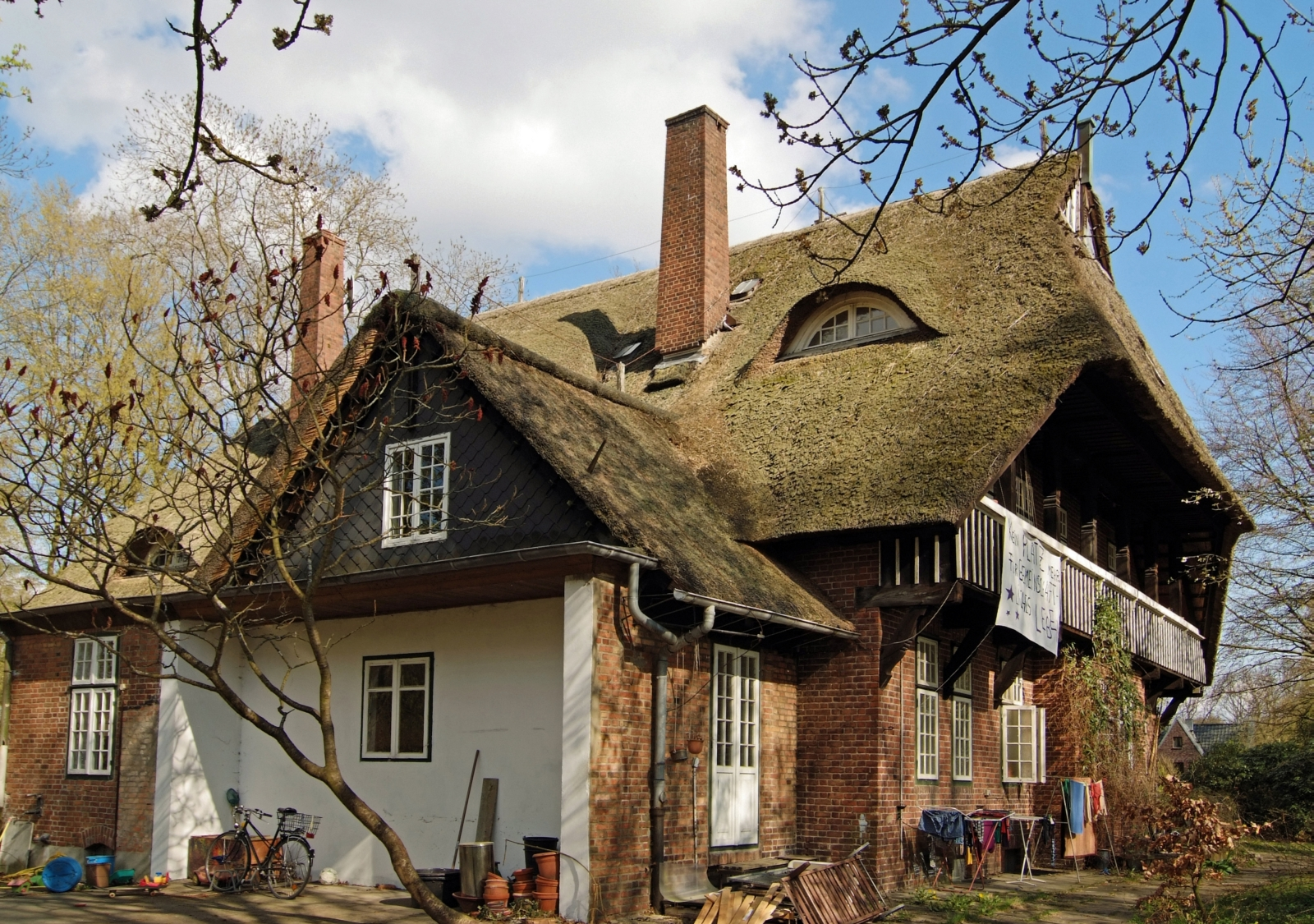
Von Westen: der Anbau
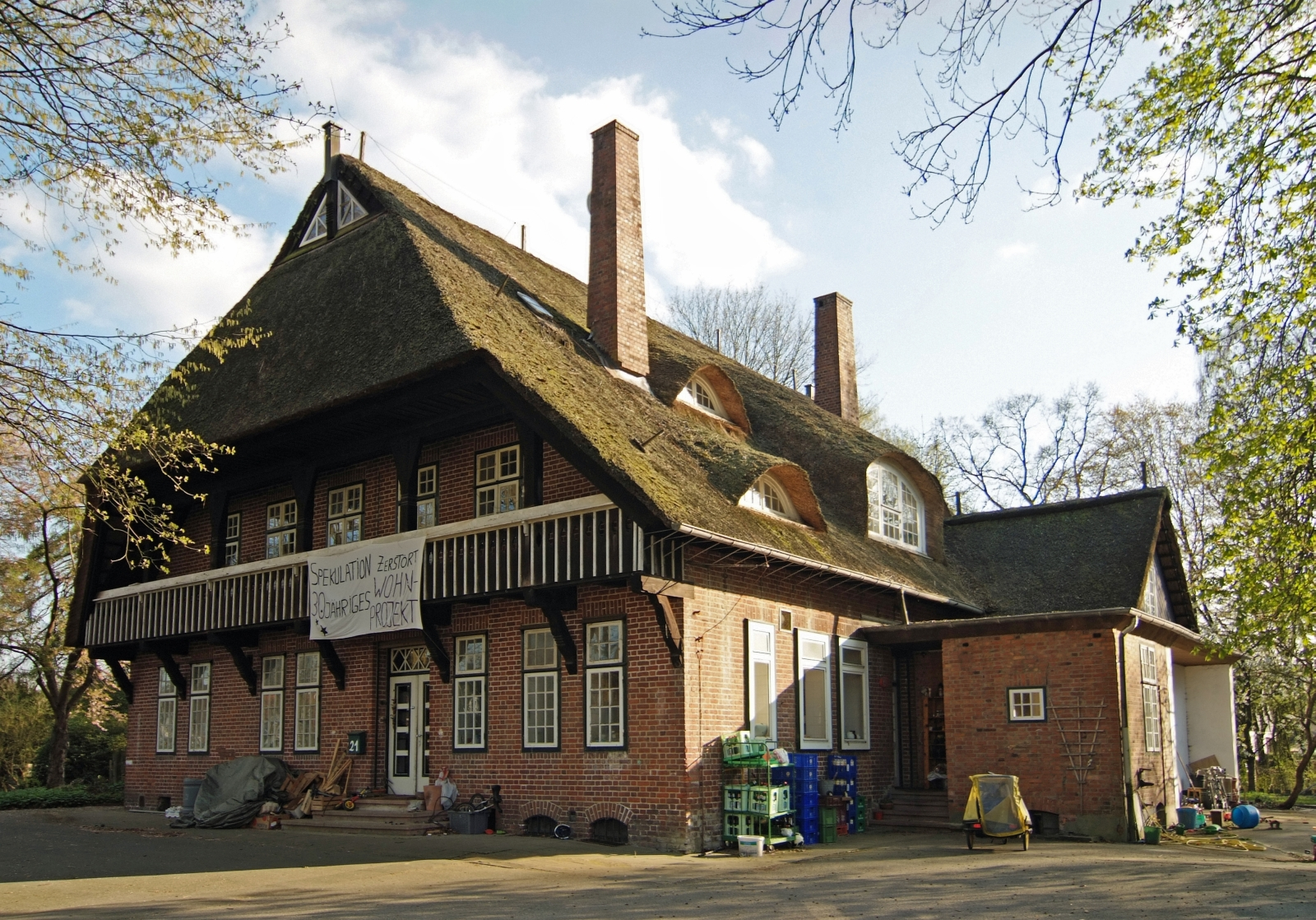
Von Norden: Haupteingang, Seiteneingang bei der Küche und hinterer Anbau
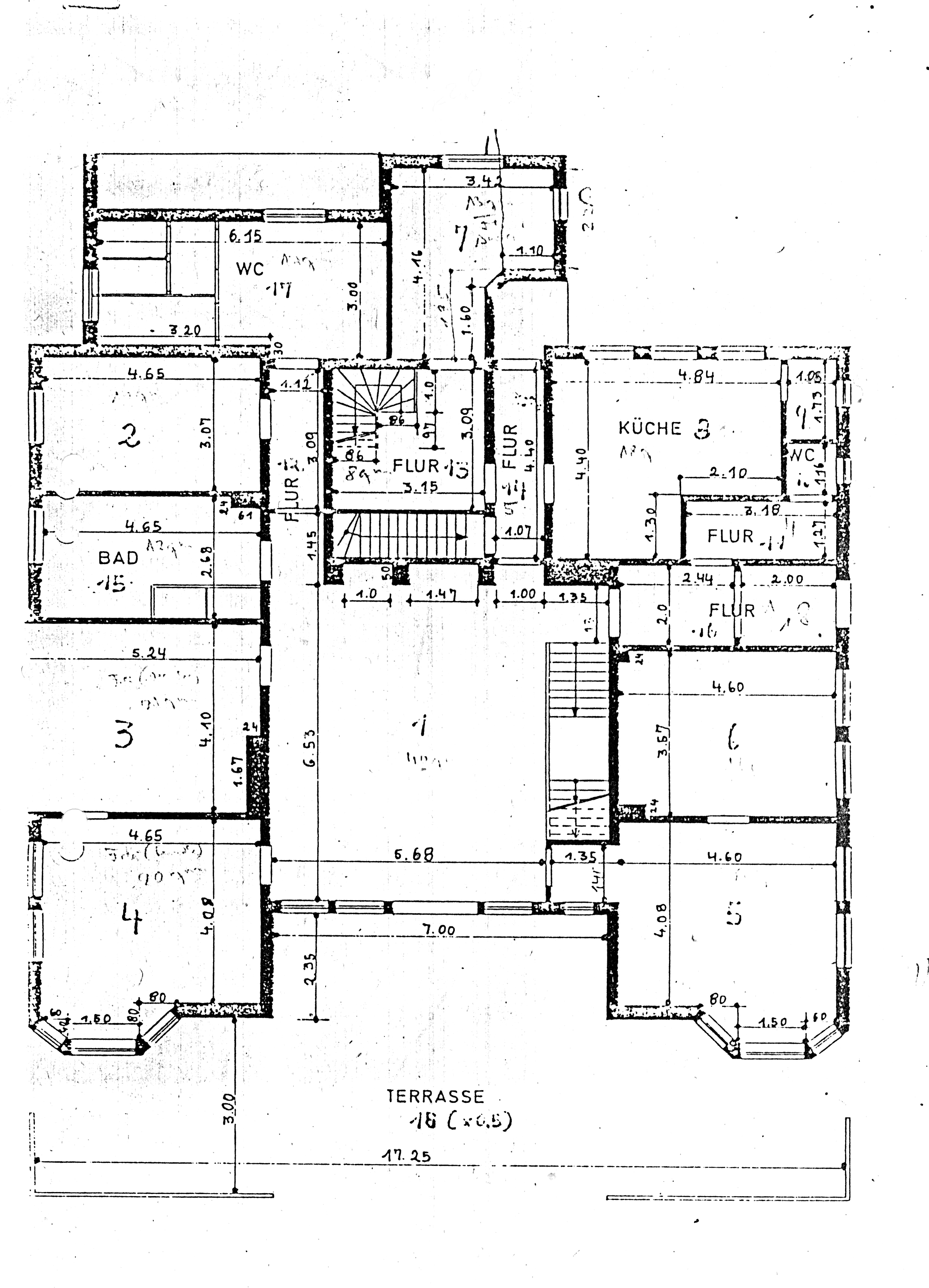
Erdgeschoss (vermutlich 1970er Jahre). Der WC-Raum im Anbau an der Westecke wurde zu einem Wohnraum umgebaut.
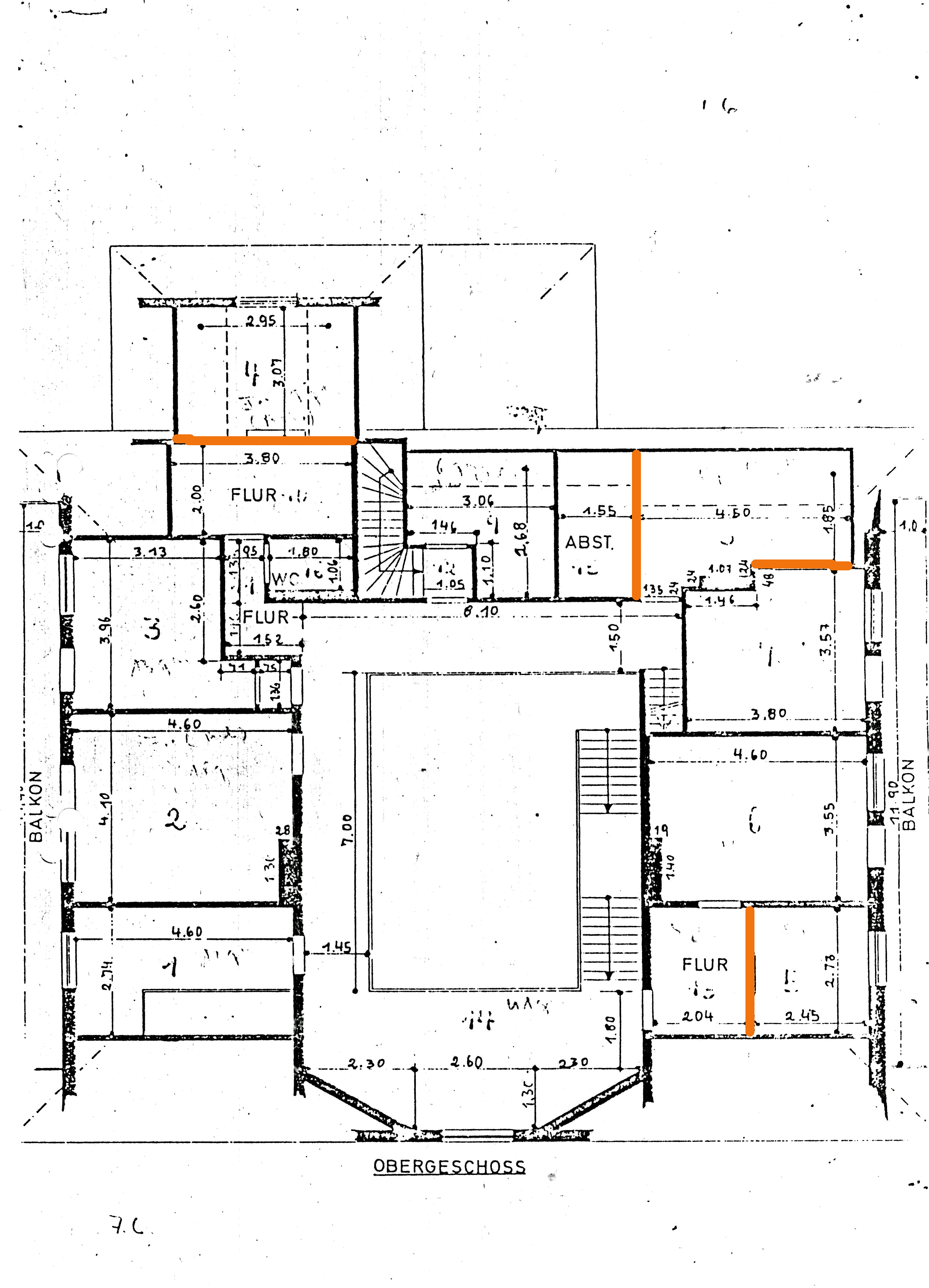
Obergeschoss; die farbig markierten Wände wurden beseitigt.
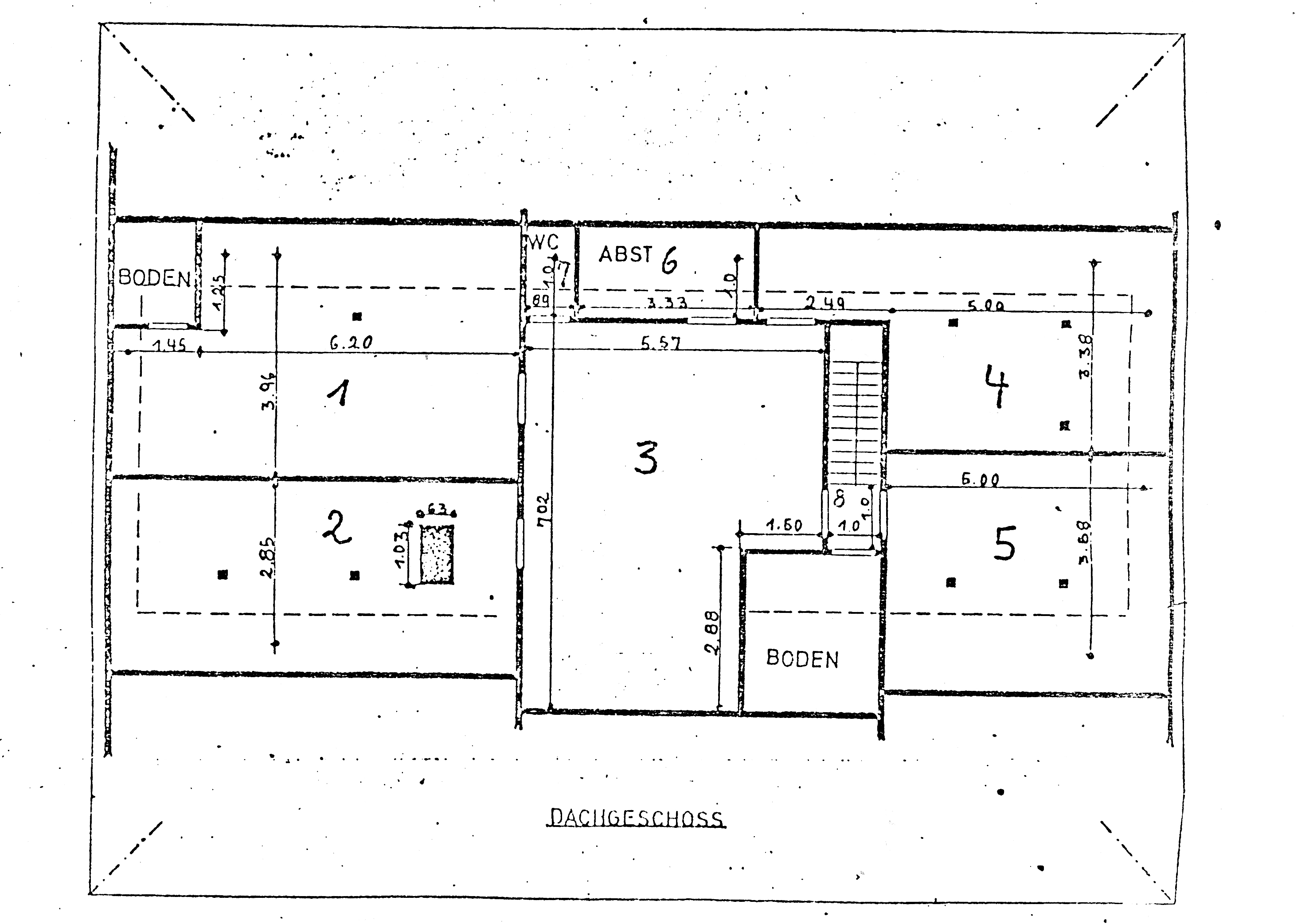
Dachgeschoss nach dem Ausbau 1976
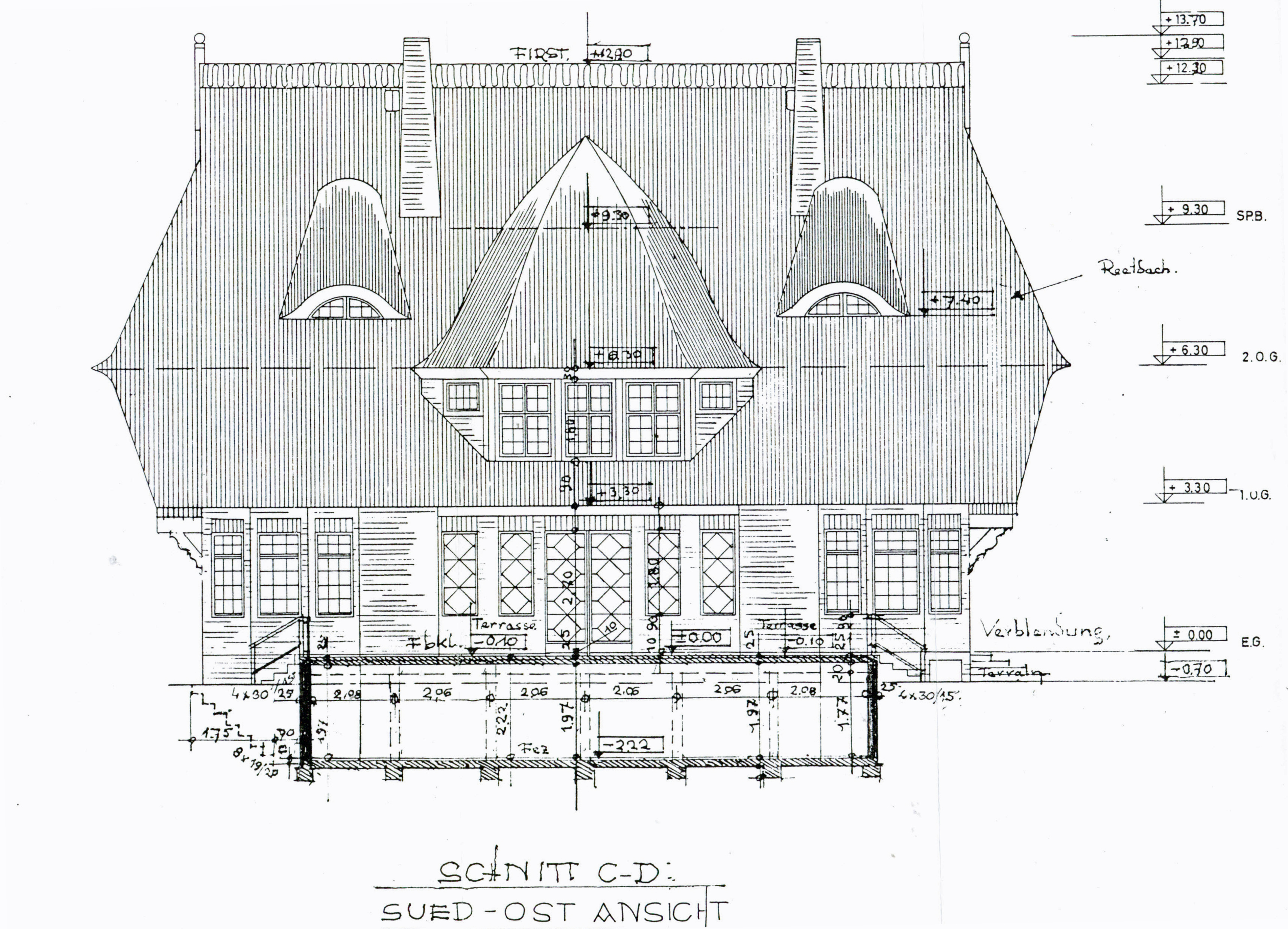
Süd-Ost-Ansicht (1972)
Süd-West-Ansicht (1972)
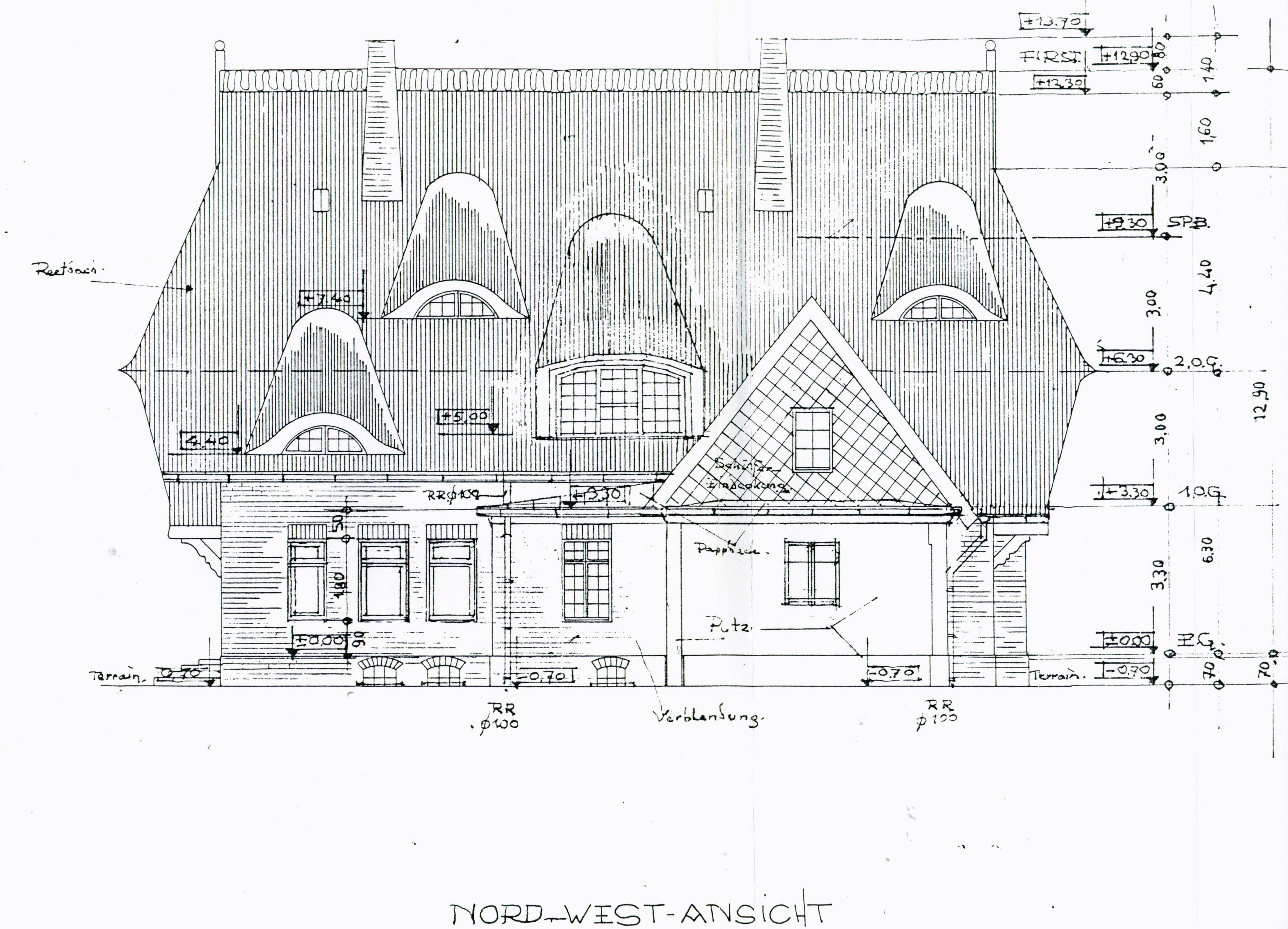
Nord-West-Ansicht (1972) mit Anbau
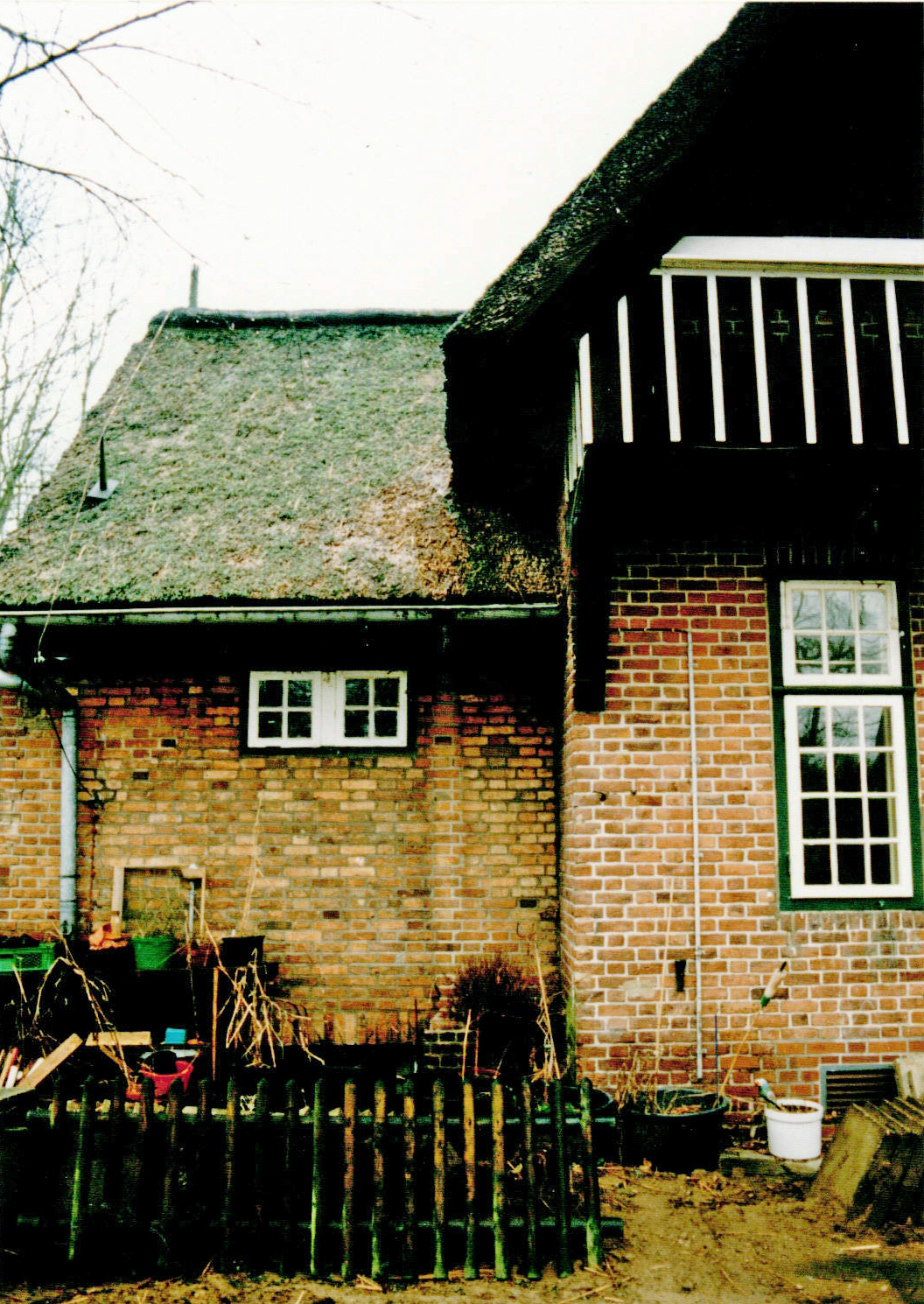
Anbau (Westecke) mit Oberlicht, Anfang 1998
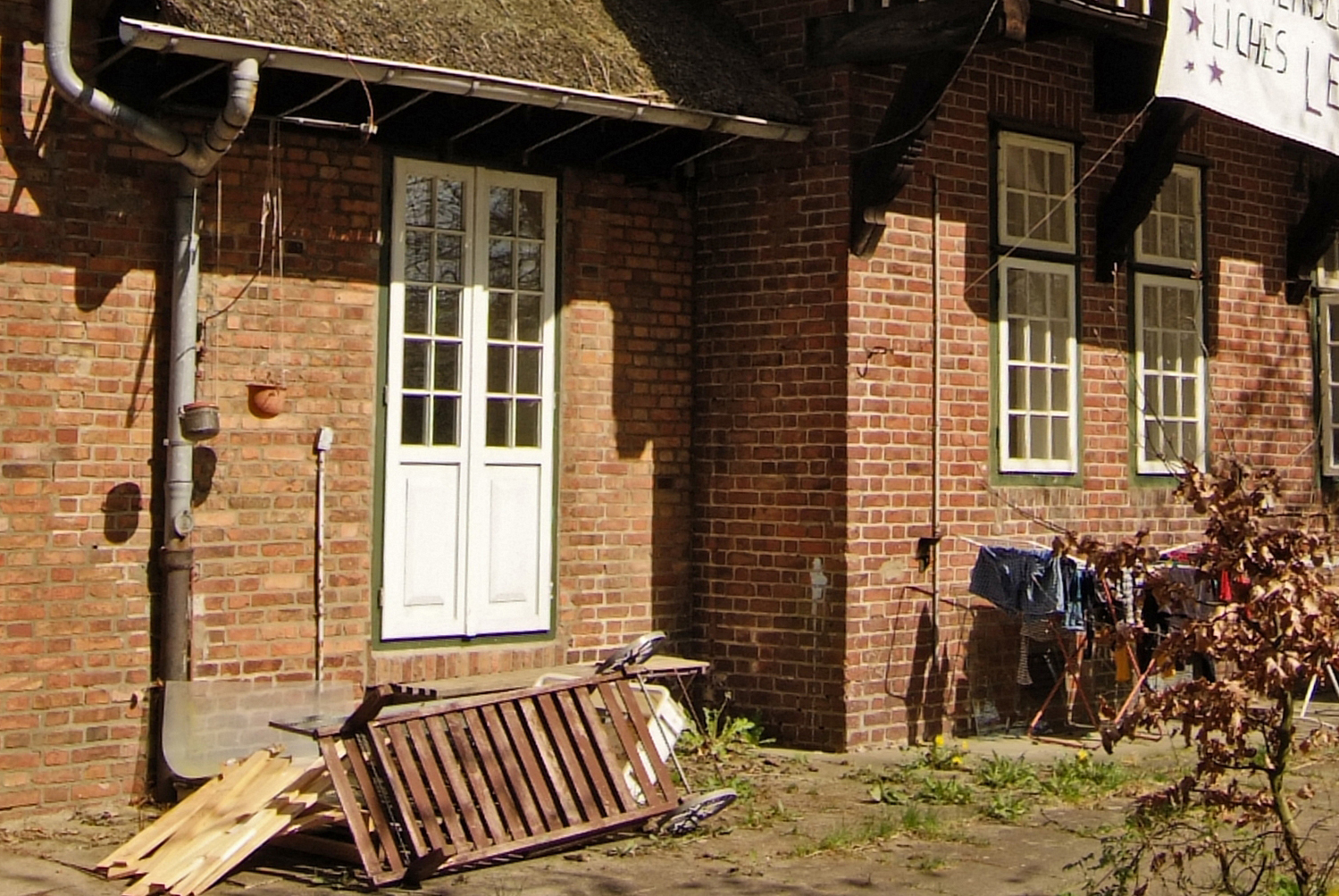
Nach Genehmigung des Denkmalschutzamtes 1998 eingebaute Terrassentür
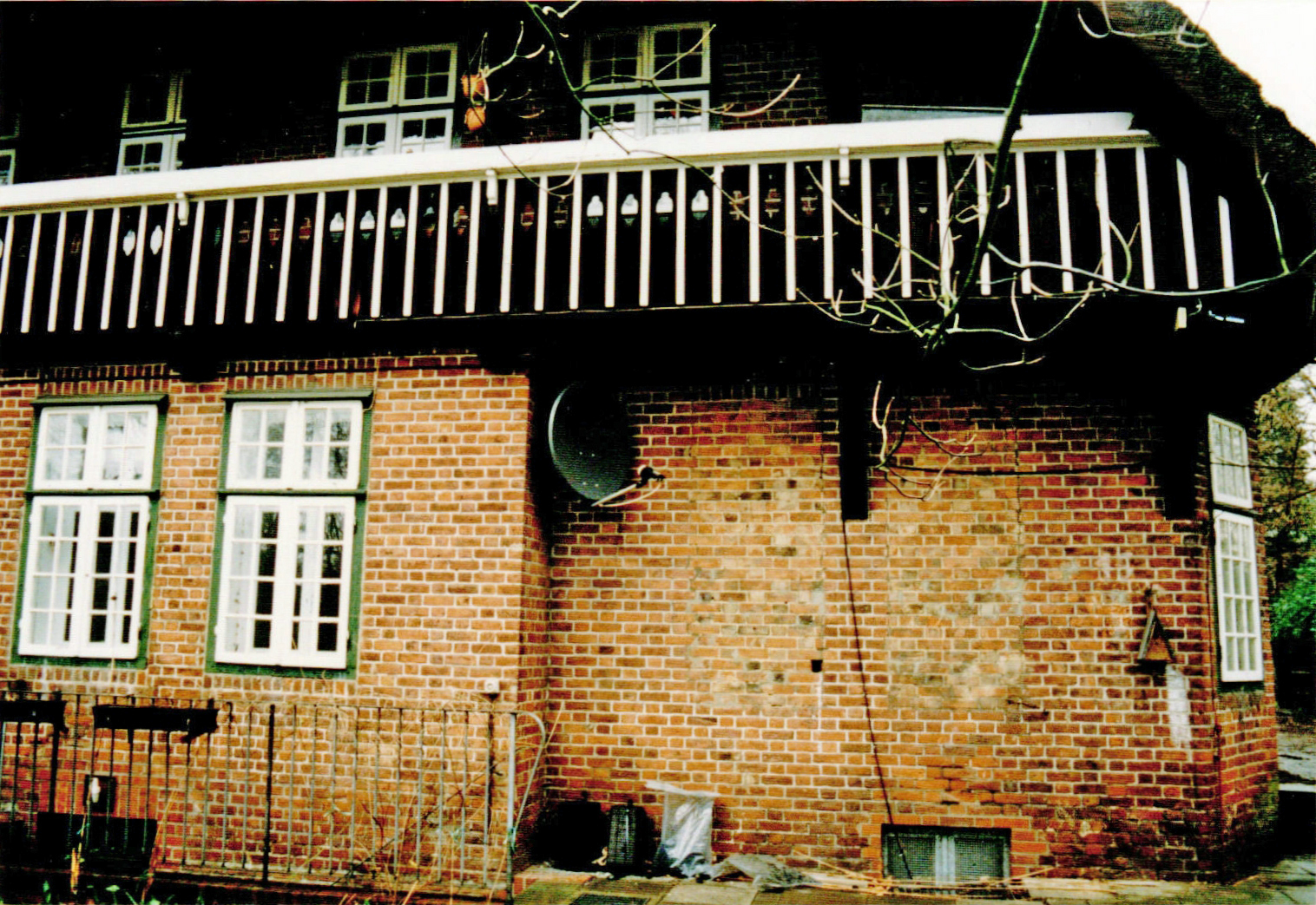
Zugemauerte Fenster an der Südecke, Anfang 1998
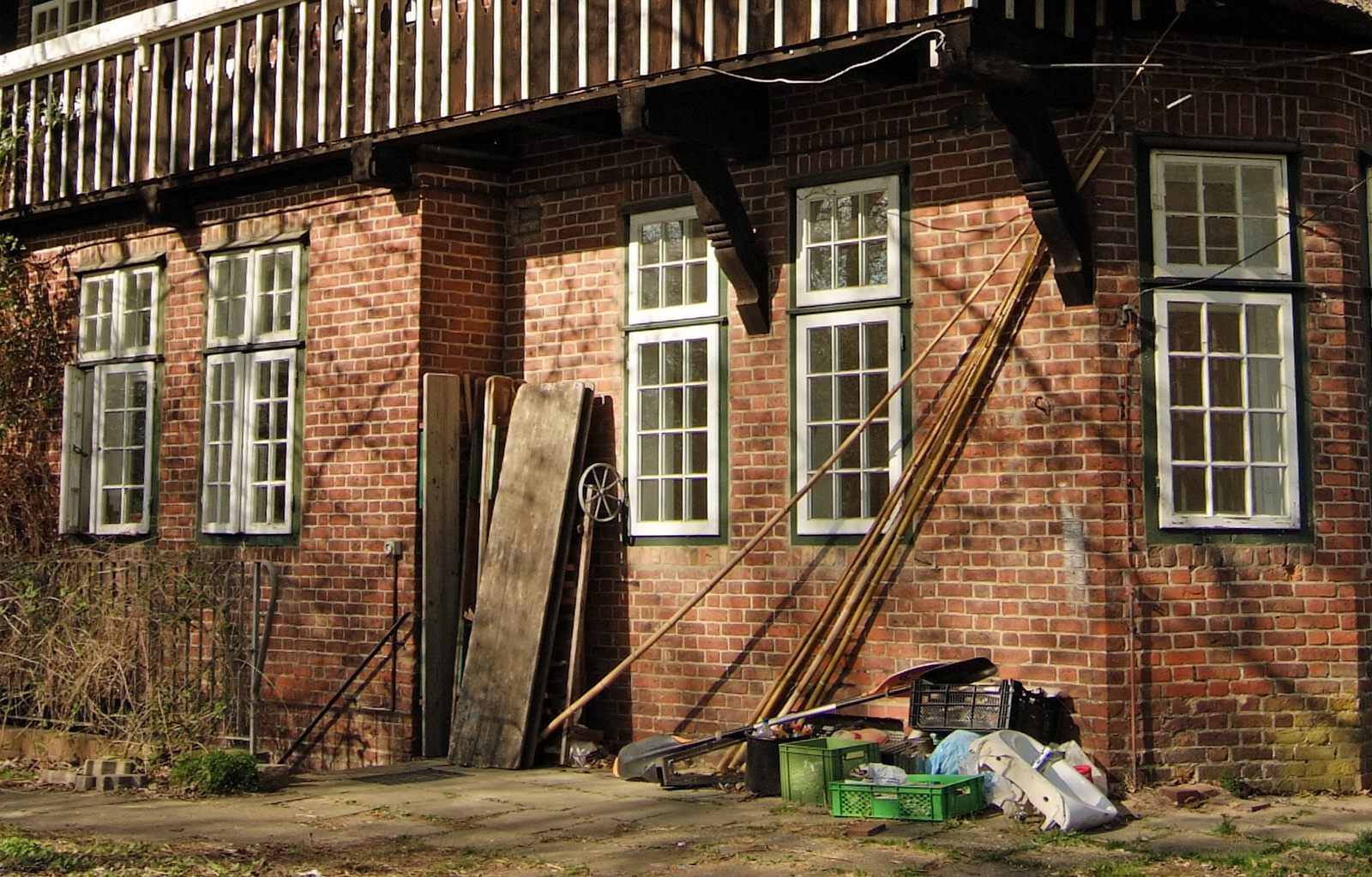
Wiedereingebaute Fenster an der Südecke
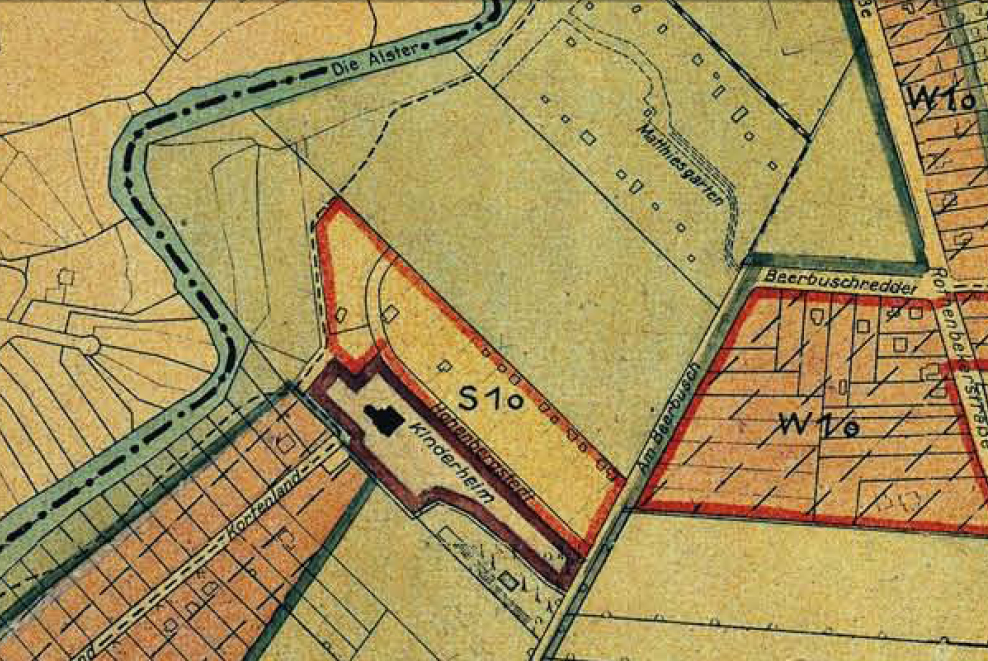
Baustufenplan (Ausschnitt) vom 8. Juni 1938 mit Änderungen (Haspa-Grundstück nördlich Hohenbergstedt) vom 14. Januar 1955
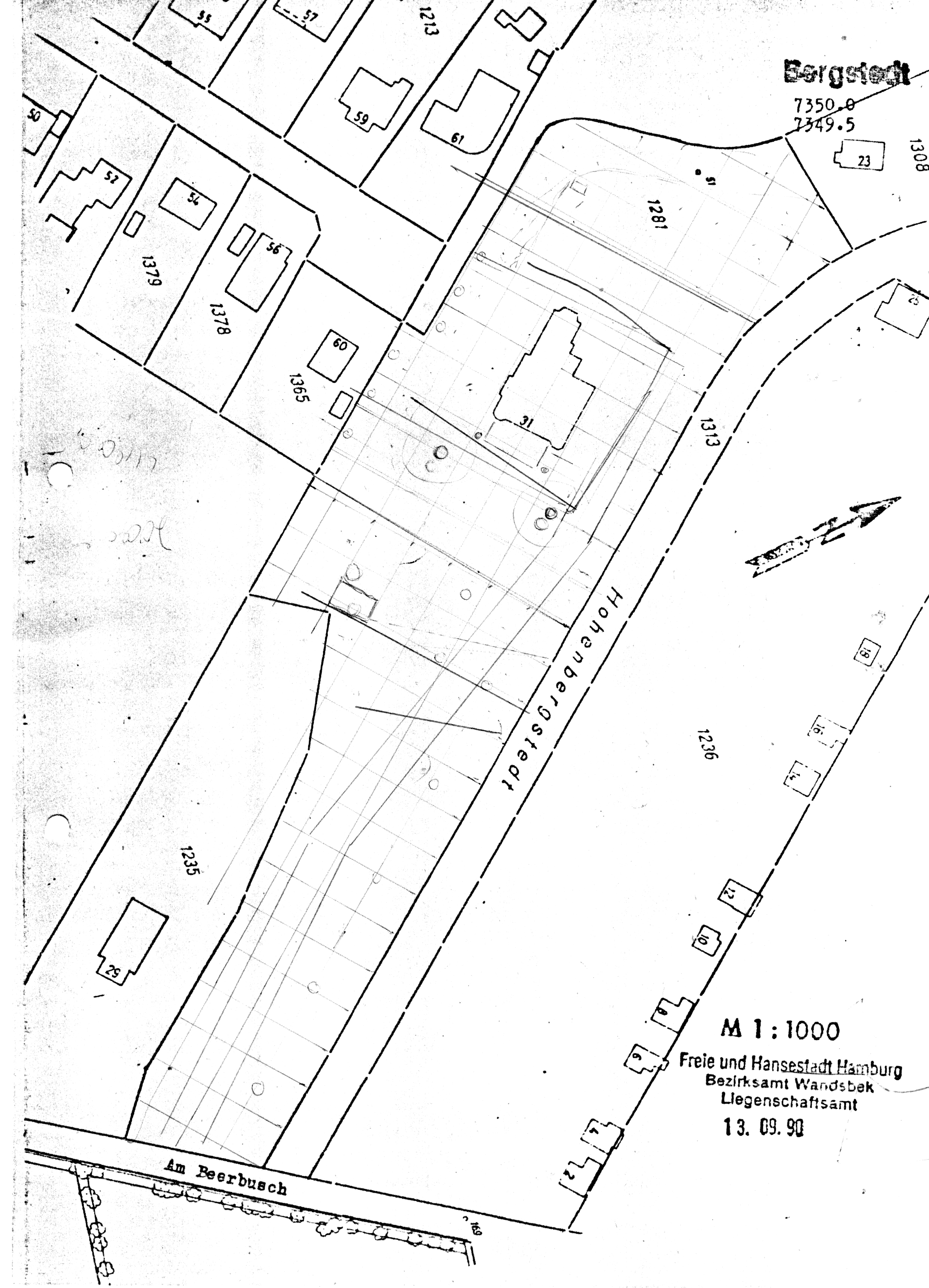
Flurplan (13. September 1990) um das Landhaus Mahr, noch dargestellt mit dem ehemaligen langen Anbau an der Nordwestseite
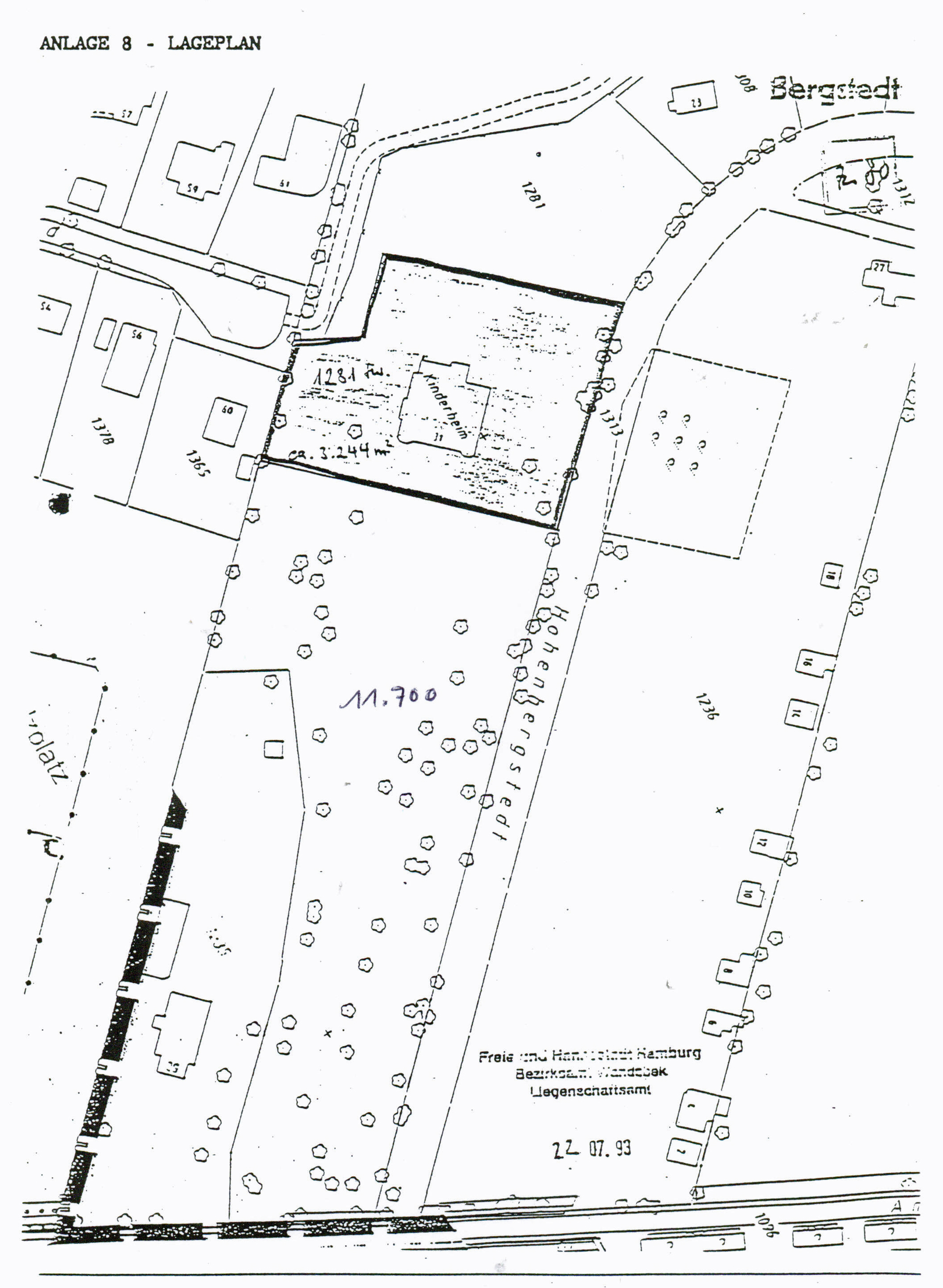
Flurplan (22. Juli 1993) um das Haus (als „Kinderheim“ gekennzeichnet) mit aktualisierter Darstellung des Anbaus
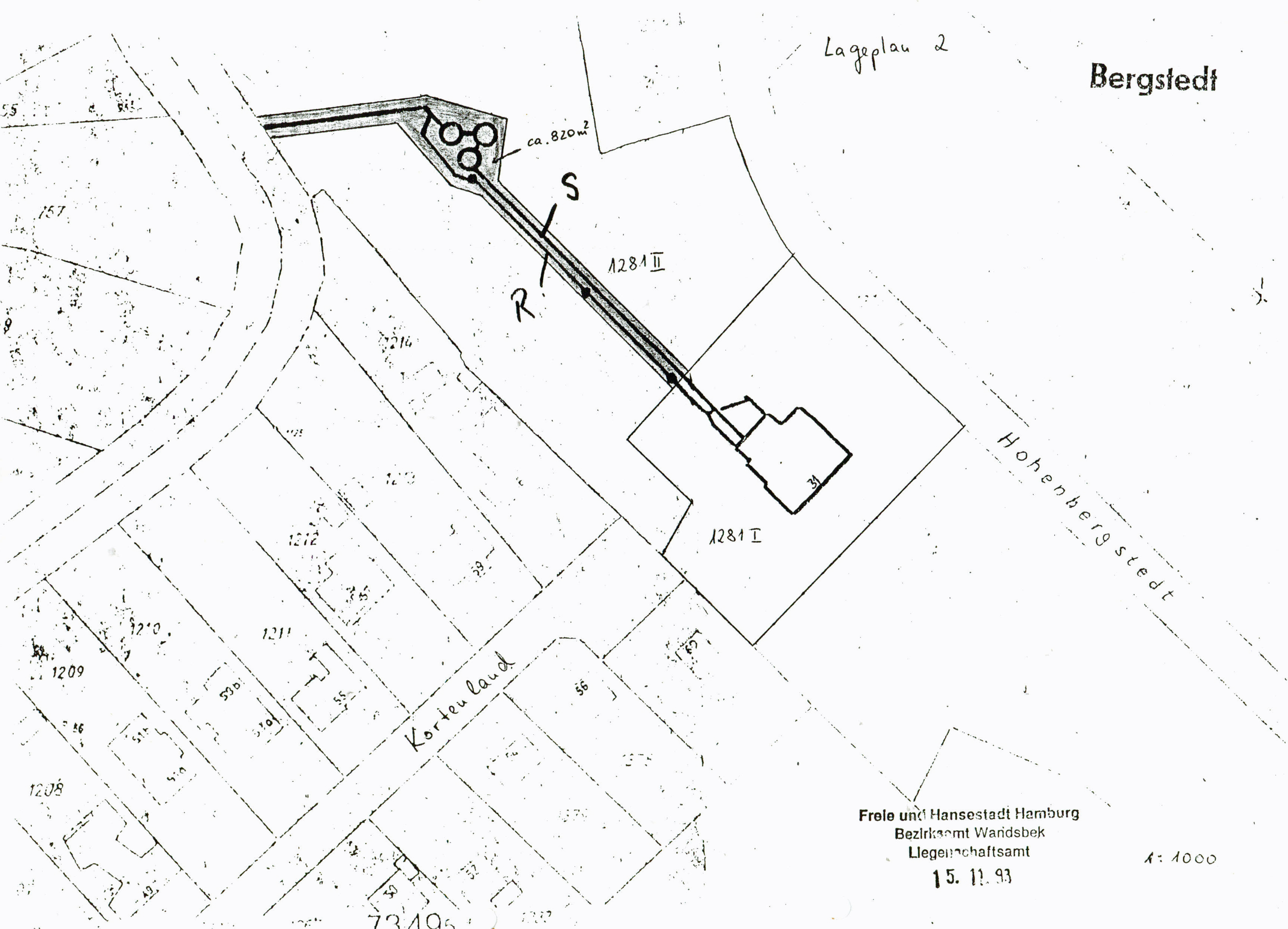
Flurplan (15. November 1993) mit Darstellung des Abwassersystems zur biologischen Kläranlage und Ableitung in die Alster
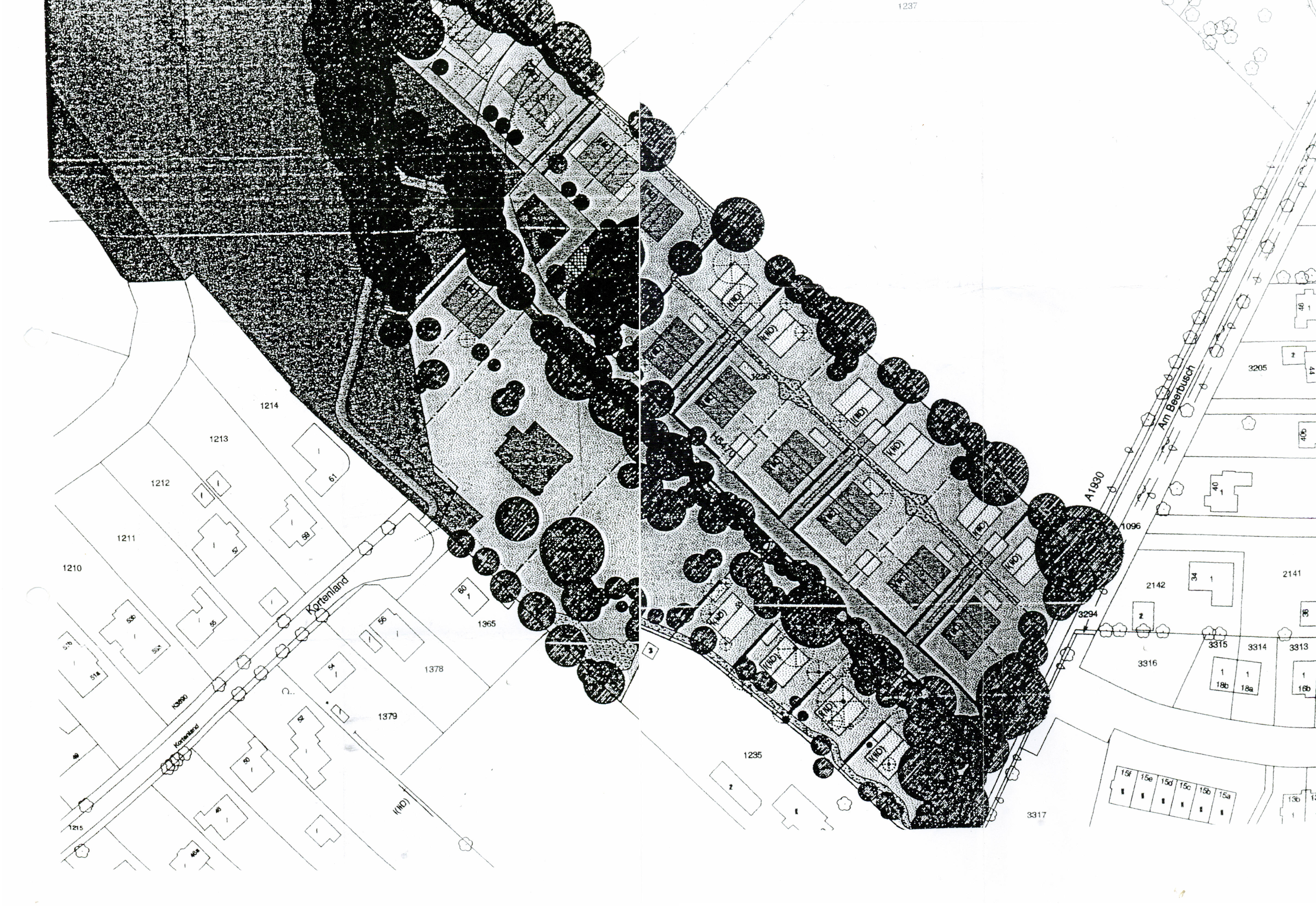
Bebauungsplan Hohenbergstedt 2003